# Samer Saeed
Samer Saeed (en árabe: سامر سعيد; nacido en Irak, 1 de diciembre de 1987) es un futbolista internacional iraquí. Juega de centrocampista y su equipo actual es el Al-Ahly Sporting Club Trípoli.

## Trayectoria
Samer Saeed empezó su carrera profesional en el Arbil FC. En 2006 ficha por el Al Quwa Al Jawiya. 
Al año siguiente decide emigrar a Libia para unirse a su actual club, el Al-Ahly Sporting Club Trípoli. En la temporada 2007-08 es elegido Mejor jugador extranjero de la Liga Premier de Libia.
Vida privada
Samer Saeed es hermano gemelo de Samal Saeed, que también es internacional con la Selección de fútbol de Irak.

## Selección nacional
Ha sido internacional con la Selección de fútbol de Irak en 8 ocasiones. Su debut con la camiseta nacional se produjo el 24 de enero de 2008 en un partido amistoso contra Jordania.
Antes de debutar con la selección absoluta consiguió la Medalla de plata en los Juegos Asiáticos de 2006. 
Participó en la Copa Confederaciones 2009, donde disputó el partido España 1-0 Irak.

## Clubes
| Club                          | País  | Año       |
| ----------------------------- | ----- | --------- |
| Arbil FC                      | Irak  | 2005-2006 |
| Al Quwa Al Jawiya             | Irak  | 2006-2007 |
| Al-Ahly Sporting Club Trípoli | Libia | 2007-     |

## Palmarés
- Medalla de plata en Fútbol en los Juegos Asiáticos de 2006 (Selección iraquí)
- Elegido Mejor jugador extranjero de la Liga Premier de Libia (2008)